# Llista de pel·lícules espanyoles del 2007
Llista de pel·lícules produïdes a Espanya el 2007.

## 2007
| 2007                               |                         |                                                                                                 |                |                                                              |
| Concursante                        | Rodrigo Cortés          | Leonardo Sbaraglia                                                                              | Comèdia negra  |                                                              |
| Caótica Ana                        | Julio Medem             | Charlotte Rampling, Bebe                                                                        | Drama          |                                                              |
| Teresa, el cuerpo de Cristo        | Ray Loriga              | Paz Vega, Geraldine Chaplin, Leonor Watling                                                     | Biopic         | Sobre Teresa de Jesús                                        |
| Manolete                           | Menno Meyjes            | Adrian Brody, Penélope Cruz, Santiago Segura, Juan Echanove                                     | Biopic         | Sobre el torer Manolete                                      |
| El orfanato                        | Juan Antonio Bayona     | Belén Rueda                                                                                     | Terror         | Produïda per Guillermo del Toro                              |
| El club de los suicidas            | Roberto Santiago        | Fernando Tejero                                                                                 | Comèdia-Drama  |                                                              |
| La carta esférica                  | Imanol Uribe            | Carmelo Gómez, Aitana Sánchez-Gijón                                                             |                | Novel·la d'Arturo Pérez-Reverte.                             |
| La soledad                         | Jaime Rosales           |                                                                                                 | Drama          | 3 premis Goya, incloent Millor Pel·lícula i Millor Director. |
| Luz de domingo                     | José Luis Garci         | Paula Echevarría, Alex González, Alfredo Landa, Kiti Manver, Fernando Guillén Cuervo            |                |                                                              |
| PROXIMA                            | Carlos Atanes           | Oriol Aubets, Anthony Blake, Manel Solàs, Arantxa Peña                                          | Ciència-ficció |                                                              |
| En la ciudad de Sylvia             | José Luis Guerín        | Pilar López de Ayala                                                                            |                |                                                              |
| ¿Y tú quién eres?                  | Antonio Mercero         | Manuel Alexandre, José Luis López Vázquez                                                       | Drama          |                                                              |
| Salir pitando                      | Álvaro Fernández Armero | Guillermo Toledo, Javier Gutiérrez                                                              | Comèdia        |                                                              |
| Canciones de Amor en Lolita's club | Vicente Aranda          | Eduardo Noriega, Flora Martinez                                                                 | Drama          |                                                              |
| Mataharis                          | Icíar Bollaín           | Najwa Nimri, Nuria González, María Vázquez                                                      | Drama          |                                                              |
| Las 13 rosas                       | Emilio Martínez Lázaro  | Pilar López de Ayala, Bárbara Lennie, Fran Perea, Verónica Sánchez, Marta Etura, Teresa Hurtado | Drama          | Guerra civil espanyola. Basat en un cas real.                |
| Siete mesas de billar francés      | Gracia Querejeta        | Maribel Verdú, Blanca Portillo                                                                  | Drama          |                                                              |